# Menexenus obtusespinosus
Menexenus obtusespinosus är en insektsart som beskrevs av Sinéty 1901. Menexenus obtusespinosus ingår i släktet Menexenus och familjen Phasmatidae. Inga underarter finns listade i Catalogue of Life.